# Energetski pregled objekta
Energetski pregled objekta (tudi energetska analiza objekta) je skupina testov in meritev, s katero določimo energetsko varčnost danega objekta. Najpogosteje pregled izvajamo zato, da nam olajša odločitve v zvezi z energijsko sanacijo obstoječih stanovanjskih, industrijskih in javnih zgradb (šole, bolnice, občinske zgradbe, domovi za ostarele...), na posameznih objektih, skupinah stavb ali v naseljih.
Ena poglavitnih nalog pregleda je izračunati povratno dobo naložbe, kar nam pomaga pri odločitvi, za katere ukrepe se bomo odločili pri sanaciji. Pogosto nam tako strokovnjak za energetsko sanacijo hiše lahko pove, katere ukrepe lahko z razpoložljivimi sredstvi izvedemo in v kolikšnem času se nam bo naložba povrnila.
- Primer diagrama z rezultati ekonomske opravičljivosti izvajanja enostavnih investicijskih ukrepov
- Termografski posnetek zunanjosti stavbe ter notranji detajl za ugotavljanje toplotnih karakteristik ovoja stavbe

## Cilji energetskega pregleda
Energetske preglede zgradb izvajamo po preizkušeni metodologiji s cilji:
- določitev referenčnega stanja porabe energije v objektu
- prikaz letnih stroškov za energijo in vplivov na letno porabo energije
- določitev energijsko šibkih mest in drugih nevidnih gradbeno fizikalnih poškodb na objektu s pomočjo termografskih posnetkov - termografska analiza
- pregled  in analiza obstoječega gradbeno fizikalnega stanja objekta in energetskih sistemov v objektu
- predlog ukrepov za celovito energetsko sanacijo in priprava variant za analizo izvedljivosti
- analiza izvedljivosti izbranih ukrepov in ocena njihove vračilne dobe (z upoštevanjem stroškov v življenjski dobi stavbe  LCCA; life cycle cost assessment)
- ocena stroškov izbranih ukrepov po kategorijah stroškov (investicije, obratovanje, vzdrževanje)
- ocena prihrankov zaradi izvedenih ukrepov energijske sanacije

Rezultat energetskega pregleda so predlogi tistih ukrepov učinkovite rabe energije, ki v okviru življenjske dobe obravnavanih objektov zagotovijo optimalno usklajenost investicije, vzdrževanja in obratovanja.

## Kdaj izvajamo preglede stavb
Energetske preglede izvajamo:
- pri poslovnih odločitvah za izbiro, nakup ali vzdrževanje nepremičnin
- pri načrtovanju in gradnji objektov
- pri izdelavah študij izvedljivosti in projektnih zasnov
- pri uporabi, vzdrževanju in prenovi zgradb pri izbiri in izvajanju energetskih sanacijskih ukrepov 
  - na obstoječih stanovanjskih, industrijskih in javnih zgradbah (šole, bolnice, občinske zgradbe, domovi za ostarele ...)
  - na posameznih objektih, skupinah stavb ali naseljih
- za določitev pravilnih ukrepov učinkovite rabe energije glede na:
  - višino investicije
  - vračilne dobe ukrepov
  - pričakovane prihranke
- za uravnoteženost in optimalni učinek ukrepov
- za zmanjšanje rabe energije in znižanje obratovalnih stroškov

## Rezultati pregleda stavb
Rezultati energetskega pregleda: 
- določitev referenčnega stanja porabe energije v objektu
- prikaz letnih stroškov za energijo in vplivov na letno porabo energije
- določitev energijsko šibkih mest in nevidnih gradbenofizikalnih poškodb na objektu s pomočjo termografskih posnetkov
- pregled in analiza obstoječega gradbenofizikalnega stanja objekta in energetskih sistemov v objektu
- predlog ukrepov za celovito energetsko sanacijo in priprava variant za analizo izvedljivosti
- analiza izvedljivosti izbranih ukrepov in ocena njihove vračilne dobe z upoštevanjem stroškov v življenjski dobi stavbe
- ocena stroškov izbranih ukrepov po kategorijah stroškov (investicije, obratovanje, vzdrževanje) ocena prihrankov zaradi izvedenih ukrepov energijske sanacije